# Edmond Van Grootven
Edmond Joseph Marie Van Grootven (Dendermonde, 24 april 1807 - Gent, 2 mei 1863) was een Belgisch liberaal volksvertegenwoordiger.

## Biografie

### Familie
Edmond Van Grootven was een zoon van schepen van Dendermonde Jean-François Van Grootven (1772-1840) en Marie-Agnès Schoutheet (1779-1866). Zijn grootvader, Jean-François Van Grootven, werd op 8 juni 1789 door keizer Jozef II in de adel van de Zuidelijke Nederlanden opgenomen. In 1830 had zijn vader adelserkenning verkregen, maar had de open brieven niet gelicht. Edmond verkreeg dezelfde erfelijke adelserkenning in 1860. De familie is uitgedoofd in 1921 bij de dood van zijn kleinzoon, ambassadeur Edmond Van Grootven (1866-1921), die vrijgezel bleef.
Hij trouwde in 1832 met Eline Van de Vyvere (1811-1861). Ze kregen drie kinderen.

### Loopbaan
Hij promoveerde tot doctor in de rechten (1831) aan de universiteit van Gent en vestigde zich als advocaat.
In 1848 werd hij verkozen tot liberaal volksvertegenwoordiger voor het arrondissement Gent en vervulde dit mandaat tot in 1856. 